# Hybomitra tsingvang
Hybomitra tsingvang är en tvåvingeart som först beskrevs av Szilady 1926.  Hybomitra tsingvang ingår i släktet Hybomitra och familjen bromsar. Inga underarter finns listade i Catalogue of Life.